# Československá asociace fotbalová
Československá asociace fotbalová (ve zkratce ČSAF) byla počínaje svým vznikem 26. března 1922 největším fotbalovým orgánem v Československé republice. Během první republiky pod ní patřil Československý svaz fotbalový spolu s fotbalovými orgány zastupujícími menšiny, tedy německým Deutscher Fußballverband in ČSR, dále maďarský Magyár Labdarúgók Szövetsége, polský Polski związek piłki noźnej a židovský Kuwucas Mesehakej Kadúr Regel Jehudith‎. Roku 1920 se Československo stalo předběžným a od roku 1923 řádným členem FIFA.
Organizace Československá asociace fotbalová zanikla roku 1938, když ji nahradil Český svaz fotbalový a Slovenský futbalový zväz. Po druhé světové válce sice byla roku 1945 činnost Československé asociace fotbalové obnovena a existovala do roku 1948. Po toto období v ní byly sloučeny oba národní svazy. V návaznosti na politické změny v Československu po únoru 1948 se však zcela změnila organizační struktura fotbalu v zemi a fotbal byl začleněn pod Československou obec sokolskou. Uskupení Československá asociace fotbalová tehdy zanikla.
Opětovně se označení Československá asociace fotbalová začalo používat pro nejvyšší fotbalový orgán v zemi na konci roku 1989 a užíval se až do konce roku 1992, kdy Československo zaniklo.